# Kelemen Márta (színművész)
Kelemen Márta (Hatvan, 1943. június 20. –) magyar színésznő, énekesnő.

## Életpályája
A konzervatórium ének szakát végezte el. 1966-ban a Pécsi Nemzeti Színházban kezdte pályáját, itt 1971-ig volt szerződésben. 1973-ban Münchenben, 1974-1975-ben Bázelben vendégszerepelt. A West Side Story című musicalben játszott. 

„A darabban Anitát játszottam, s a turné során végigutaztuk az NSZK-t, Svájcot, és Ausztriát.…1975-ben jöttem haza,… mivel nemsokára megszületett a kislányom…”

 A BASF-hanglemezeken Barbara Gabor néven, táncdalénekesnőként Európa-szerte Marta Farkas néven szerepelt. Fellépett Varsóban, Párizsban, Algírban, Oránban és Nyugat-Németországban. Erről mesélte: 

„Kintlétem egyik legszebb és legsikeresebb állomása a januári Nürnbergi Sajtófesztivál volt, amelyen (a sajtóvisszhang szerint) igen jó eredménnyel szerepeltem és barátságot kötöttem a bűbájos Rita Pavone-val. ”

1977-től a Miskolci Nemzeti Színház, 1980-tól a Szegedi Nemzeti Színház tagja volt. Musicalszínésznőként és operettek szubrett szerepeiben aratta legnagyobb színházi sikereit.

## Fontosabb színházi szerepeiből
- Leonard Bernstein: West Side Story... Anita
- William Shakespeare: Szeget szeggel... Franciska
- Bertolt Brecht: Koldusopera... Molly
- Arthur Sullivan: A mikádó... Pitti Sing
- Oscar Straus: Varázskeringő... Franci
- Neil Simon: Furcsa pár... Vera
- Galt MacDermot: Veronai fiúk... Lucetta
- Kálmán Imre: Csárdáskirálynő... Stázi
- Kálmán Imre: A motmartre-i ibolya... Ninon
- Ábrahám Pál: Bál a Savoyban... Tangolita; Daisy
- Ábrahám Pál: Viktória... Riguette
- Jacobi Viktor: Leányvásár... Bessy
- Fényes Szabolcs: Maya... Maya
- Huszka Jenő: Mária főhadnagy... Panni
- Huszka Jenő: Bob herceg... Viktória hercegnő
- Lehár Ferenc: Luxemburg grófja... Fleury
- Mark Twain: Koldus és királyfi... Fekete Bess; Boszorkány
- Paul Burkhard: Tűzijáték... Kati, a szakácsnő
- Szántó Armand – Szécsén Mihály – Fényes Szabolcs: Dunaparti randevú... Lilian
- Berté Henrik: Három a kislány... Weberné

## Filmek, tv
- NSZK, lengyel, csehszlovák tv-show-k
- Die Försterchistel (München, operafilm - német nyelven)